# Liste des évêques et archevêques de Durango
Cette liste recense les évêques qui se sont succédé sur le siège du diocèse de Durango au Mexique depuis sa création le 28 septembre 1620. La liste se poursuit avec les archevêques à partir du 23 juin 1891 lorsque le diocèse est élevé au rang d'archidiocèse métropolitain sous le nom d'archidiocèse de Durango.

## Évêques
- Gonzalo Hernández y Hermosillo y González, O.S.A (12 octobre 1620 - 28 janvier 1631)
- Alonso de Franco y Luna (7 juin 1632 - 30 mai 1639), nommé évêque de La Paz
- Francisco Diego Díaz de Quintanilla y de Hevía y Valdés, O.S.B (8 août 1639 - 14 mai 1655), nommé évêque d'Antequera
- Pedro de Barrientos Lomelin (31 mai 1655 - 18 octobre 1658)
- Juan Aguirre y Gorozpe (17 novembre 1659 - 21 septembre 1671)
  - Sede vacante (1671-1674)
- Juan Ortega y Montañés (16 avril 1674 - 9 septembre 1675), nommé évêque de Santiago de Guatemala
- Bartolomé Garcia de Escañuela, O.F.M (16 novembre 1676 - 20 novembre 1684)
- Manuel de Herrera, O.F.M (13 mai 1686 - 31 janvier 1689)
  - Sede vacante (1689-1691)
- García Felipe de Legazpi y Velasco Altamirano y Albornoz (27 août 1691 - 8 août 1701), nommé évêque de Michoacán
- Manuel de Escalante Colombres y Mendoza (3 octobre 1701 - 19 mai 1704), nommé évêque de Michoacán
- Ignacio Diez de la Barrera (16 novembre 1705 - 20 septembre 1709)
  - Sede vacante (1709-1714)
- Pedro de Tapiz y García (26 février 1714 - 13 avril 1722)
- Benito Crespo y Monroy, O.S.Iacobi (7 octobre 1722 - 20 janvier 1734), nommé évêque de Tlaxcala
- Martín de Elizacoechea (27 juillet 1735 - 8 mars 1745), nommé évêque de Michoacán
  - Sede vacante (1745-1747)
- Pedro Anselmo Sánchez de Tagle (10 avril 1747 - 26 septembre 1757), nommé évêque de Michoacán
- Pedro Zamorana Romezal (19 décembre 1757 - 21 décembre 1768)
- José Vicente Díaz Bravo, O.Carm (20 novembre 1769 - 24 avril 1772)
- Antonio Macarulla Minguilla de Aguilain (14 décembre 1772 - 12 juin 1781)
  - Sede vacante (1781-1783)
- Esteban Lorenzo de Tristán y Esmenota (15 décembre 1783 - 17 juin 1793), nommé évêque de Guadalajara
- José Joaquín Granados y Gálvez, O.F.M (21 février 1794 - 19 août 1794)
- Francisco Gabriel de Olivares y Benito (22 septembre 1795 - 26 février 1812)
  - Sede vacante (1812-1815)
- Juan Francisco Castañiza Larrea y González de Agüero (18 décembre 1815 - 29 octobre 1825)
  - Sede vacante (1825-1831)
- José Antonio Laureano de Zubiría y Escalante (28 février 1831 - 28 novembre 1863)
- Ramón Camacho y García (15 juillet 1864 - 22 juin 1868), nommé évêque de Querétaro
- José Vicente Salinas e Infanzón (22 juin 1868 - 23 juin 1891), devient archevêque

## Archevêques
- José Vicente Salinas e Infanzón (23 juin 1891- 8 janvier 1894)
- Santiago de Zubiría y Manzanera (18 mars 1895 - 26 janvier 1909)
- Francisco de Paula Mendoza y Herrera (7 août 1909 - 23 juillet 1923)
- José María González Valencia (24 mars 1924 - 28 janvier 1959)
- Lucio Torreblanca (25 mai 1959 - 23 août 1961)
- Antonio López Aviña (14 décembre 1961 - 4 mars 1993)
- José Trinidad Medel Pérez (4 mars 1993 - 5 juin 2002)
- Héctor González Martínez (11 février 2003 - 26 septembre 2014)
- José Antonio Fernández Hurtado (26 septembre 2014 - 25 janvier 2019), nommé archevêque de Tlalnepantla
- Faustino Armendáriz Jiménez, depuis le 21 septembre 2019

## Sources
- (en) « Archdiocese of Durango  : Past and Present Ordinaries », sur catholic-hierarchy.org (consulté le 10 novembre 2023)